# SWMRS
Gli SWMRS (pronuncia: swimmers), noti precedentemente con il nome di Emily's Army, sono una band punk rock americana, formatasi ad Oakland, California, nel 2004. La band venne creata per iniziativa di Joey Armstrong, figlio del frontman dei Green Day Billie Joe Armstrong, e Cole Becker, ai quali si aggiunse poco dopo il fratello maggiore del secondo, Max, e nel 2014 il bassista Seb Mueller.

## Formazione

### Formazione attuale
- Cole Becker – voce solista e cori (2004-presente); chitarra ritmica (2009-presente); chitarra (2004-2009)
- Max Becker – cori e voce (2004-presente); chitarra (2014-presente); basso (2004-2014)
- Joey Armstrong – batteria, percussioni, cori (2004-presente)
- Sebastian "Seb" Mueller – basso, cori (2014-presente); sassofono (2013-2014 come turnista)

### Ex componenti
- Travis Neumann – chitarra, cori (2009-2014)

### Turnisti
- Henry Webb-Jenkins – chitarra ritmica, cori, tastiere (2019-presente)
- Jakob Danger Armstrong – basso, cori (2015); chitarra ritmica, cori, tastiere (2018-2019); chitarra (2020-presente)

## Discografia

### Come Emily's Army

#### Album in studio
- 2011 – Don't Be a Dick
- 2013 – Lost at Seventeen

#### EP
- 2009 – Goody Two Shoes
- 2010 – Broadcast This
- 2010 – Regan MacNeil
- 2014 – Swim

#### Demo
- 2008 – This Kid.

### Come SWMRS

#### Album in studio
- 2016 – Drive North
- 2019 – Berkeley's on Fire
- 2023 – Sonic Tonic

#### EP
- 2015 – Miley/Uncool